# Quʿaiti-Dynastie

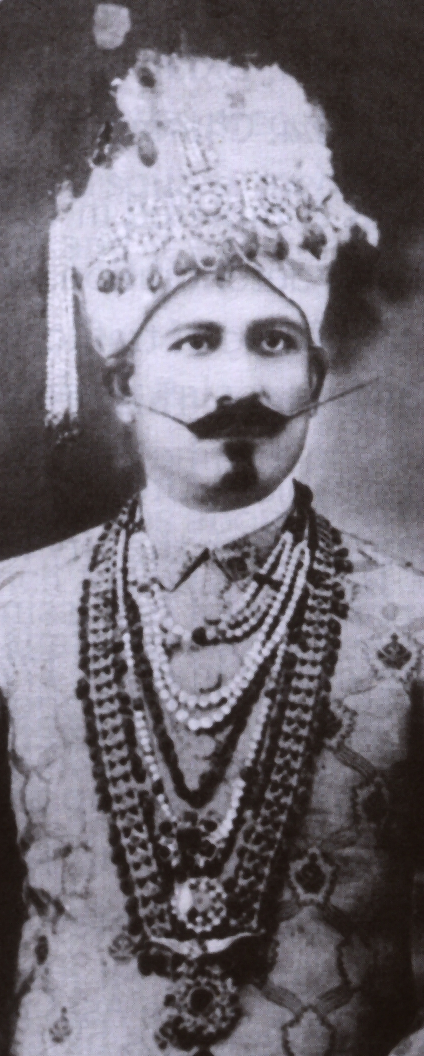
Umar bin Awad al-Quʿaiti (regierte 1922–36)

Die al-Quʿaiti-Dynastie (arabisch القعيطي, DMG al-Quʿayṭī) ist ein aus dem Hadramaut stammender Klan, Angehörige des weitläufigen Yafaʿi-Stammes, deren nach Indien ausgewanderter Ahn eine erbliche Position innerhalb des Schwertadels im Fürstenstaat Hyderabad erlangte. Die zur Kolonialzeit übliche Umschrift war häufig Kayti. Im späten 19. Jahrhundert gelang es einigen Familienmitgliedern der Quʿaitis, im Hadramaut ein eigenes gleichnamiges Sultanat zu gründen, das nach den beiden bedeutenden Häfen auch Sultanat von Shihr und Mukalla (سلطنة الشحر والمكلاا, DMG Salṭanat aš-Šiḥr wa-l-Mukallā) genannt wurde.

## Umar bin Awad
Der Begründer des indischen Zweigs des Klans war Umar bin Awad al-Quʿaiti al Yafaʿi, der um 1795 in Lahrum in der Region Šibām geboren wurde, jedoch zunächst in al-Qaṭn lebte. Im Jahre 1793 folgte er seinem Bruder Abdulla bin Awad, der in der Armee des Bhonsle von Nagpur als Söldner diente. Nach dem Ende des Kriegs und der folgenden Auflösung der Armee zog er 1818 nach Hyderabad, dessen Armee traditionell zu einem größeren Teil aus Arabern bestand. Söldner waren von den Briten nicht gern gesehen und es gab immer wieder Versuche ihre Ein- und Ausreise zu beschränken.
Dort wurde er zum Kommandanten einer Hundertschaft im Heer des Nizam Asaf Jah III. Später wurde ihm das Kommando über 500 Mann und, zu einer Zeit als unter Chandu Lal im Lande die Korruption gewaltige Ausmaße annahm, die Kontrolle über größere Summen anvertraut. Er erhielt als Pfand für Kredite mehrere taluks im Bezirk Nander, die unter dem Dīwān Salar Jung I. von seinem Nachfahren Saif ud-Daula als sie einen Wert von 630.000 HRs. hatten, ausgelöst wurden. Einen Teil seiner Mittel nutzte er, damit seine Klanangehörigen Land nahe seiner Heimatstadt kaufen konnten. Seine Zuverlässigkeit brachte ihm das Oberkommando des fürstlichen Heeres – nicht zu verwechseln mit dem Hyderabad Contingent – ein. Vom Herrscher erhielt er in Folge die Ehrentitel Jung, gefolgt von den höheren Shamir, al-Daula und Jan Baz Jung. Später wurde er zum Mitglied des lokalen Schwertadels (paigah) erhoben. Zu seiner Versorgung und des ihm persönlich unterstellten arabischen Truppenkontingents von 2400 Mann erhielt er ein Jagir, das 141.000 Rs. an Steuereinnahmen wert war. Seine in der Heimat verbliebenen Klanangehörigen unterstützend, wurden die Angehörigen des Kathiri-Stamms aus Shibam 1858 vertrieben. Umar, der am 27. Juni 1865 (67-jährig?) in Hyderabad starb, hatte drei Frauen, darunter eine Inderin, und fünf Söhne.

## Salah bin-Umar
Salah bin-Umar wurde nach dem Tod seines Vaters mit dem Kommando über 1500 Mann betraut, später mit den Titeln Barkj Jung und Barkh al-Daula ausgezeichnet. Einige seiner Versuche die Verwandtschaft im Hadramaut durch Männer und Waffen zu unterstützen wurden von den Briten nach 1870 unterbunden, obwohl die Eroberungen seines Sohnes 1866 – auf Bitten von Salar Jung I. – zunächst gefördert hatte. Er starb 1877.

## Awadh I. und Abdullah
Der Sohn Umars, Awadh erbte die väterlichen Titel. Awadh wurde ebenfalls Kommandeur und ist gemeinhin unter seinem Titel Sultan Nawaz Jung bekannt. Bereits 1867 hatte er im Hadramaut nach einer Seeblockade Shirh (= Šiḥr) übernommen, sein Bruder Abdullah bin Umar († 25. November 1888) wurde dort Mitherrscher. Beim Durbar in Delhi 1877 gestanden ihm die Briten einen persönlichen Salut von elf Schuss zu, der später auf seinen Nachfolger übertragen wurde. 1881 wurde er der erste Sultan des seit 1873 immer wieder umkämpften Mukallā; er zog 1879 dorthin um. Die Gebiete wurden am 1. Mai 1888 (Vertrag ratifiziert 26. Februar 1890) endgültig unter britischen Schutz (Teil des Protektorats Aden) gestellt.

Standarte der Sultane ab 1939

Etwa 600 Angehörige des von den arabischen Eroberern abstammenden Landadels, Anhänger von Sultan Nawaz Jung, besetzten im Oktober 1884 Polizeiposten und umzingelten den Diwan Deoli, die Residenz des Diwans Salar Jung II. in Hyderabad. Durch eine geschickte Mischung von Drohungen und Diplomatie wurde der Aufstand ohne Blutvergießen beendet. Nawaz Jung wurde vorübergehend verbannt und zahlte eine Strafe von 100.000 Rs. 1887 erfolgte in Hyderabad seine Ernennung zum Shamshir ul-Mulk.
Die Neffen Hussain bin Abdullah bin Omar († 1906) und Munassar machten ihm 1901/1902 die Herrschaft in Arabien streitig, sie lehnten eine Abfindung ab und begaben sich nach Indien. Awadhs offizielle Anerkennung als „Sultan von Mukalla und Shirh“ erfolgte durch Edward VII. 1902, als solcher nahm er auch am Durbar in Delhi 1903 teil. Seine um 1910 etwa 60.000 arabischen Untertanen sicherten ihm ein Einkommen von jährlich 223.000 Rs. Awadh blieb bis zu seinem Tod 1909 als Kommandant der fürstlichen Armee, die von den Briten gemeinhin als „Irreguläre“ bezeichnet wurde, in Hyderabad. Dort war er ein lange ein Gegenspieler des intriganten Privatsekretärs des Nizam Server Jung.

## Folgende Generationen

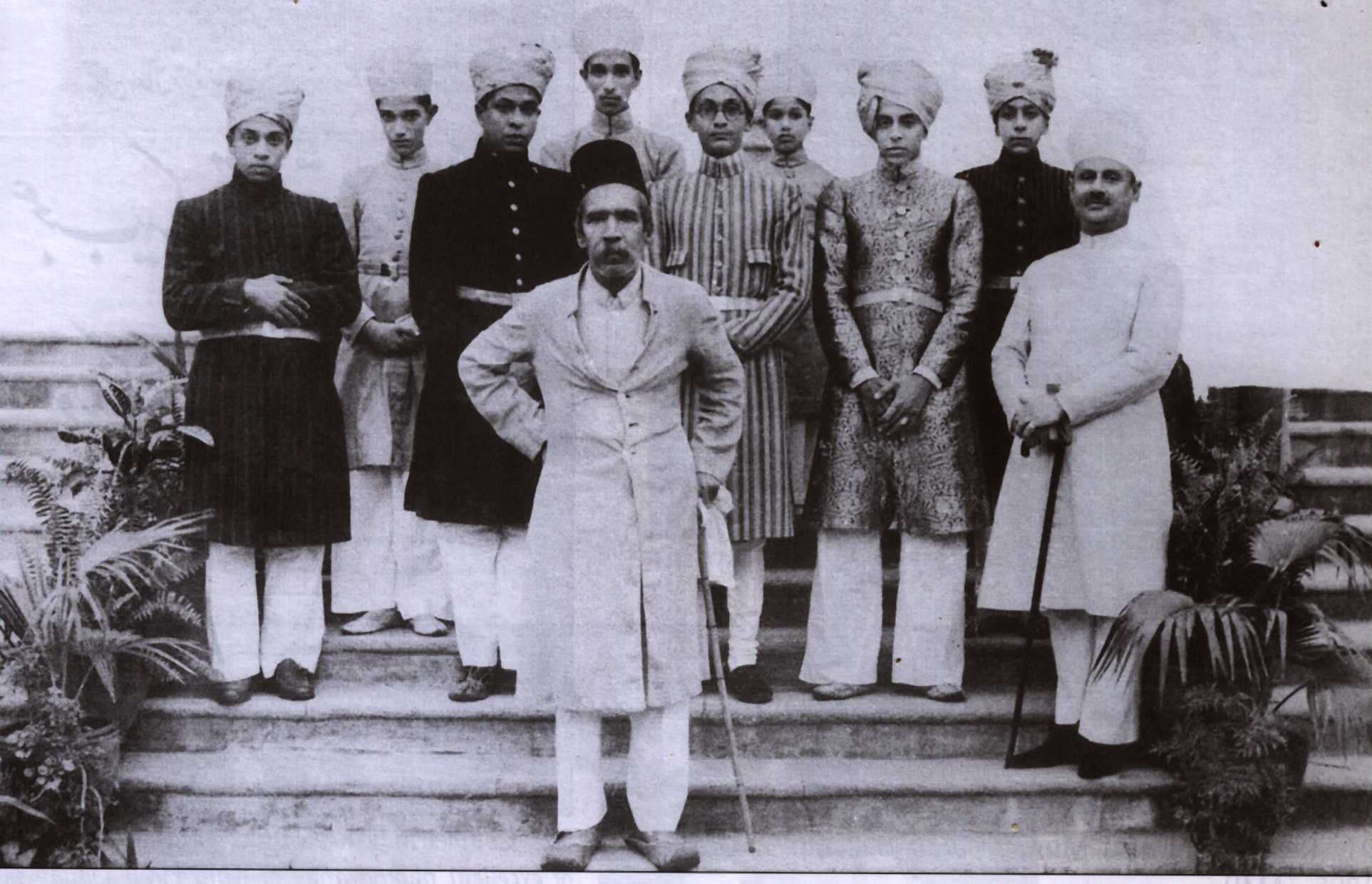
Angehörige der Al-Qu'aiti-Familie, stehend hinter Asaf Jah VII.: Awad bin Umar, Qutb Yar Jung, Hussain bin Shamshir Nawaz Jung, Muntazim Jung, Umar Nawaz Jung, Mukhtar al-Din, Salah bin Umar, Ghalib bin Umar, Rahmat Yar Jung (ca. 1949)

Der dritte Sultan war Umar bin Awadh 1922 bis 1936. Das jemenitische Hinterland wurde in den 1937 durch zwei Monate andauernde Luftangriffe auf die ungeschützte Zivilbevölkerung durch William Harold Ingrams „befriedet“. Muhammed bin Umar, nach dem Testament Awadh I. der eigentliche Thronfolger, wurde 1937 durch einen unfairen Deal seines Onkels mit den Briten, verdrängt und mit einer monatlichen Pension von 2000 Rs. abgefunden. Dieser neue Vertrag räumte den Kolonialherren weitergehende Rechte im „Eastern Aden Protectorate“ ein.
Verschiedene Familienmitglieder hielten Staatsämter in Hyderabad. Die vom Gründer begonnene Tradition, indische Frauen zu nehmen, wurde fortgeführt. Sultan Awadh II. bin Salah bin Sultan Galib (= Saif Nawaz Jung; † August 1966) heiratete in die Herrscherfamilie von Hyderabad ein.
Der Nachfolger Awadhs, als letzter Sultan, wurde 1966 Ghalib II. bin Awadh. Er wurde 1967, als im Südjemen nach der Unabhängigkeit eine sozialistische Regierung die Macht übernahm, abgesetzt und exiliert. Seit 1968 lebt er in Saudi-Arabien und London. Die Witwe Awadhs mit seinem Bruder Nur al-Rahmn blieben weiterhin in Hyderabad. Die Familienresidenz dort ist der Dood Bowli.

### Sultane und Familie

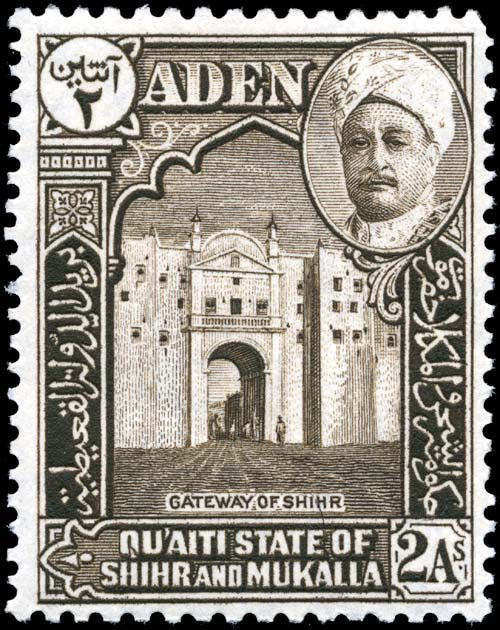
Sultan Salih bin Ghalib auf einer Briefmarke Adens (1942)

1. Awadh I. bin Umar al-Quʿaiti, regierte 1902–1909, ab 1902 mit dem Titel His Highness und Sultan, vorher Jamader von Shihr (1866) und Mukalla (1881)
2. Ghalib I. bin Awadh al-Quʿaiti, regierte 1909–1922 († Juni)
3. Umar bin Awadh al-Quʿaiti, regierte 1922–1936 (zweiter Sohn von Awadh I.; † 6. März 1936)
4. Salih bin Ghalib (= Saif Nawaz Jung), regierte 1936–1956
5. Awadh II. bin Salih al-Quʿaiti, regierte 1956–1966, (Sohn von Ghalib I.). Heiratete 1) Salma, 2) Fatima, 3) 1947 die Nazir un-Nissa Begum, eine Enkelin von Asaf Jah VI., wodurch man nicht nur innerhalb des örtlichen Adels, sondern direkt mit dem Herrscherhaus versippt ist. 

5a. Ghalib II. (s. u.)

5b. Alim un-Nisa Begum, heiratete den Nawab Zaki ud-Din Khan Bahadur, aus den Paigah-Adel von Hyderabad. Sie hatten drei Söhne und zwei Töchter: 1) Meraj ud-Din Khan Bahadur, * 29. Mai 1972 in Hyderabad; verheiratet mit Lubna Meraj, drei Kinder; 2) Qadir un-Nisa Begum, verheiratet mit Mushahid ud-Din Khan; 3) Khaisar ud-Din Khan Bahadur, * 25. November 1976 in Hyderabad; 4) Nasir ud-Din Khan Bahadur, * 26. August 1979 in Hyderabad; 5) Rahim un-Nisa Begum, verheiratet mit Mubarak Abdullah Khan Bahadur, bisher zwei Töchter (Habiba un-Nisa, Mahin un-Nisa) und ein Sohn (Mustafa ud-Din).

5c. Umar
6. Ghalib II. bin Awadh al-Quʿaiti (* 7. Januar 1948 in London), regierte 10. Oktober 1966 bis 17. September 1967 (abgesetzt), heiratete 1975 die Schwester des Schriftstellers Ahmed Rashid. Kinder: 1) Saleh (* 3. Februar 1977 in London, verheiratet mit Salwa Al-Huraibi von Yafa); 2) Fatima (* 26. Juli 1979 in London, verheiratet mit Shad Al-Sherif Pasha, Prinz von Hedschas); 3) Muzna (* 28. Dezember 1980 in Dschidda, verheiratet mit Hisham Hafez).